# Maria Springer
Maria Springer (pseud. Maria z Gniezna, ur. 21 listopada 1824 w Bydgoszczy, zm. 6 lutego 1872 w Gnieźnie) – polska poetka, filantropka oraz projektantka mody.

## Życiorys
Była córką sędziego i adwokata Adolfa oraz nauczycielki, Nepomuceny z Jelnickich. 
W 1827, po śmierci ojca, przeniosła się z całą rodziną z Bydgoszczy do Gniezna. Uczęszczała do Szkoły Miejskiej św. Jana. Następnie podjęła pracę nauczycielki robótek ręcznych w tej samej szkole, jednocześnie sama biorąc lekcje poezji, m.in. pod kierownictwem Karola Ferdynanda Neya, literata i rysownika. Swoją interpretację przeżyć patriotycznych z powstań w 1846 i 1848 zawarła w tomie Poezje Maryi z Gniezna (Gniezno, 1849). W latach 1854–1857 wydała w Poznaniu trzy tomy Poezji religijnych, w których zdradzała swoją silną wrażliwość na kwestie nierówności społecznych.
W trakcie swojego życia bardziej niż za dokonania liryczne, ceniona była za działalność charytatywną. Po 1848 wraz z matką i siostrą prowadziłą w Gnieźnie dom handlowy z odzieżą i materiałami krawieckimi, przeznaczając z zysków wysokie sumy na pomoc biedocie i młodzieży szkolnej. Po śmierci Marii, a także jej siostry Gabrieli (w 1891), z procentów ich kapitału finansowane były sierocińce w Gnieźnie i Bydgoszczy, a także Towarzystwo Pomocy Naukowej w Poznaniu.
Nigdy nie wyszła za mąż i była bezdzietna. Zmarła na gruźlicę. Pochowana została w grobowcu rodzinnym na gnieźnieńskim cmentarzu Świętego Krzyża.